# 신영일 (방송인)
신영일(申榮一, 1973년 1월 19일 ~ )은 대한민국의 아나운서 출신 방송인이다.

## 학력
- 서울장위초등학교 졸업
- 경동고등학교 졸업
- 건국대학교 서울캠퍼스 행정학 학사
- 건국대학교 언론홍보대학원 방송연상전공 언론학 석사 (학위논문명 : 뉴스앵커와 연예오락프로그램진행자의 공신력에 대한 인식차이연구)
- 건국대학교 대학원 신문방송학 박사과정 수료

## 경력
- 1997년 ~ 2007년 : KBS 24기 공채 아나운서 입사
- 2007년 ~ 현재 : 프리랜서 활동

## 출연작

### 텔레비전 드라마
- 2012년 tvN 화요드라마 《응답하라 1997》 ... 아나운서 역 (목소리출연) (특별출연)
- 2013년 tvN 금토드라마 《응답하라 1994》 ... 농구 경기 캐스터 역 (특별출연)
- 2014년 MBC 수목드라마 《운명처럼 널 사랑해》 ... 경매행사 진행자 역
- 2024년 MBN 금토미니시리즈 《나쁜 기억 지우개》 ... 테니스 경기 캐스터 역 (특별출연)

### 텔레비전 프로그램
- 1998년, 1999년, 2000년 : KBS2 《가족오락관》 게스트 및 출연
- 1999년 ~ 2000년 : KBS 2TV (스포츠 미드나이트)
- 2000년 : KBS2 《도전! 골든벨》 임시진행 (김홍성 아나운서 첫진행의 건강상의 이유로 대신 임시 진행) (4월 14일 ~ 4월 21일)
- 2000년 : KBS1 《퀴즈탐험 신비의 세계》
- 2000년 ~ 2004년 : KBS2 《스포츠 중계석》
- 2001년 ~ 2002년 : KBS2 《쇼! 행운열차》
- 2001년 : KBS2 《톡톡 이브닝》
- 2002년 : KBS2 《TV는 사랑을 싣고》
- 2002년 ~ 2007년 : KBS1 《퀴즈 대한민국》 (두 번째 퀴즈 영웅 도전자부터 소개할 때 유행어 : 다음 출연자는 ~ 또는 이번 출연자는 ~, 주요 유행어 : 아닙니다, 아쉽습니다, 정답입니다, 문제 드립니다, 다시 한번요?, [퀴즈 영웅 도전자가 뒤늦게 정답 말할 때 유행어 : 그렇습니다])
- 2002년 ~ 2003년 : KBS2 《발견천하 유레카》
- 2003년 : KBS1 KBS2 《저요!저요!》
- 2004년 : KBS2 《무한지대 큐》
- 2005년 : KBS2 《영화 완전정복》
- 2005년 : KBS1 《러브 인 아시아》
- 2006년 : KBS2 《웃음충전소 - 9시 뉴스 타임머신》
- 2006년 : KBS1 《KBS 뉴스특보 - 전국 수도권 일부 지역 집중호우 발생 관련 속보》
- 2008년 : EBS1 《장학퀴즈》
- 2011년 : tvN 《코리아 갓 탤런트》
- 2011년 : tvN 《런닝9》
- 2011년 ~ 2023년 : tvN 《코미디빅리그》 진행
- 2011년 : OBS경인TV 《고교토론 판》
- 2012년 : tvN 《오페라스타 2012》
- 2012년 : tvN 《공부의 비법 2》
- 2012년 : tvN 《마법의 왕》
- 2012년 : TV조선 《반지 원정대》
- 2012년 : tvN 《쇼킹동영상 비주얼 서스펙트》
- 2012년 : tvN 《SNL 코리아 - 전현무 편》
- 2013년 : MBN 《당나귀》
- 2013년 : 채널A 《당신이 만드는 신데렐라 TV》
- 2013년 : tvN 《미녀들의 수학》
- 2014년 : MBN 《블루진》
- 2014년 ~ 현재 : 머니투데이방송 《신영일의 비즈정보 플러스》
- 2016년 : KTV 《대한민국 정책퀴즈왕 시즌2 해피 트라이앵글》
- 2024년 : TV조선 《이제 혼자다》 - 1회 (최동석 편 VCR 출연)

### 라디오
- 2015년 : EBS FM 《EBS 책 읽는 라디오 낭독 시리즈》 ... 낭독자
- 2016년 : EBS FM 《8.15 특집 최윤영·신영일의 라디오 행복한 교육 세상》 ... 스페셜 MC

### 광고
- 유한킴벌리 하기스
- 조아제약 바이톤
- 미스터피자 닭갈비 (with 한효주)
- 대한민국 산업통상자원부

## 홍보대사
- 2005년 건국대학교 홍보대사
- 2010년 산림청 홍보대사
- 2011년 제3대 원자력 홍보대사

1. ↑  “아카이브조선 인물정보 - 신영일”. 《조선일보》. 2024년 8월 10일에 확인함.